# Waterloo (musikgrupp)
Waterloo är ett svenskt Abbatributband, som startades 1996 av Katja Nord och Camilla Dahlin. De båda vann TV4:s talangtävling Sikta mot Stjärnorna år 1999, där de uppträdde som Abbas sångerskor Anni-Frid och Agnetha. Waterloo uppträder antingen i större shower med upp till tio personer på scen, men uppträder även i mindre sättningar ned till två personer, då de uppträder i rollerna som Agnetha och Frida.

## Historik
Katja Nord och Camilla Dahlin arbetade tillsammans i sjukvården och märkte att de delade intresse av att sjunga och av bandet Abba. År 1996 kontaktade de Benny Anndersson, en av medlemmarna i Abba, och berättade att de ville starta ett tributeband till Abba. Han gav sitt godkännande och de skapade bandet Waterloo, efter låten som Abba vann Eurovision Song Contest med 1974. De sydde scenkläder som liknade Abbas och började uppträda, ibland själva eller som ett band. Målsättnignen var att låta och uppträda så likt originalet som möjligt, och de fick en publik och anlitades bland annat på stadsfestivaler runt om i landet och Europa.
Säsongen 1999 ställde de båda upp i musiktävlingen SIkta mot stjärnorna, och de vann hela säsongen. De utvecklade bandet och skapade en konsert med upp till tio personer i bandet. År 1998–2001 turnerade man på klubbar och festivaler runtom i Skandinavien, Belgien och Asien.
Åren 2001–2008 samarbetade bandet med danska företaget CSE och Londonsymfonikerna med "ABBA: the Show", som också berättade om Abbas historik. Första konserten gavs i Skien, Norge den 24 september 2001, och sedan turnerade de internationellt, bland annat med fem USA-turnéer åren 2001–2006, till Hollywood Bowl i Los Angeles (17 000 personer), Highland Park i Chicago (20 000 personer), och Seaside Summer Concert Series i Brooklyn (11 000 personer). De gjorde två turnéer i Tyskland, där konserterna sågs av mellan 3 000 och 10 000 personer, samt fyra turnéer till Spanien, sex stycken i Skandinavien, och två i Nederländerna. De turnerade också i Asien, bland annat i Japan, Thailand, Vietnam och Filippinerna. En slutsåld konsert gavs i Royal Albert Hall i London den 26 september 2007.
Bandet har spelat i över 25 länder och har oftast haft med en eller två gästartister som spelat med ABBA, till exempel:
- Gitarr: Lasse Wellander, Mats Ronander, Janne Schaffer och Finn Sjöberg
- Trummor: Roger Palm och senare Ola Brunkert
- Bas: Mike Watson och Rutger Gunnarsson
- Saxofon: Ulf Andersson och Johan Stengård

2004 skrev bandet avtal med svenska produktionsbolaget FTS Showbusiness. 
Bandet har också satt upp flera olika julshower, i Stockholm (2003), Göteborg (2004), Ronneby (2005), Västerås (2006), Ystad och Borås (2008), Åby (2009) och Borås (2010).
I oktober 2007, april 2008 och oktober–november 2009 gjorde bandet tre Sverigeturnéer som anordnades av FTS-Hitnöje (2007 och 2008) och av FTS Showbusiness (2009).

## Medlemmar
Ett urval av tidigare och nuvarande medlemmar:
- Katja Nord – grundare, uppträder som Frida.
- Camilla Dahlin – grundare, uppträder som Agnetha.
- Sandra Vallin – Agnetha
- Matilda Lindell – Agnetha
- Marica Lindé – Frida
- Mia Ternström – Frida
- Johan Löfgren – Björn
- Martin Håkansson – Benny
- Maria Almlöv – bakgrundssång
- Charlotte Berg – bakgrundssång
- Tom Beimel – bas
- Jonas Lidholm – trummor
- Marcus Olsson – synthesizer, saxofon
- Christian Fast – gitarr